# Kelvin Mutale
Kelvin "Malaza" Mutale (ur. 20 września 1969, zm. 27 kwietnia 1993 u wybrzeży Gabonu) – zambijski piłkarz występujący na pozycji napastnika. Był członkiem reprezentacji, która zginęła w katastrofie lotniczej u wybrzeży Gabonu. Był graczem klubu Nkana FC i Al-Ettifaq. W drużynie narodowej grał co najmniej od 1991 roku.